# Іоганн Крістоф фон Бартенштейн
Іоганн Крістоф фон Бартенштейн (нім. Johann Christoph Freiherr von Bartenstein, 23 жовтня 1689, Страсбург — 6 серпня 1767, Відень) — барон, австрійський політичний, державний і дипломатичний діяч, канцлер і міністр закордонних справ Габсбурзької монархії в 1727—1753 роках.

## Біографія
Незнатного походження, син професора філософії, директора гімназії, вихідця з Тюрінгії. До 1709 роки вивчав історію, мови і право в університеті рідного міста. У 19-річному віці відвідав Париж, потім вирушив до Відня, де познайомився з Лейбніцем, який пізніше сприяв його кар'єрному росту в австрійській адміністрації.
Початок його популярності в 1711 році поклав історичний твір про війну курфюрста Саксонії Морица з імператором Священної Римської імперії Карлом V, в якому Бартенштейн хоча і виступив поборником права державних чинів вести боротьбу проти імператора, але в своїй практичній діяльності активно боровся проти висловленого ним принципу.
Щоб стати державним чиновником, в 1715 Бартенштейн перейшов з лютеранства в католицизм і вступив на австрійську службу. Працював секретарем, так званої, Таємної конференції (Geheime Konferenz) — уряду імперії. Пізніше став тимчасовим заступником статс-секретаря Буоля під час його хвороби, а потім зайняв його місце. Таке високе положення зблизило його з імператором Карлом VI Габсбургом, який в 1727 призначив його канцлером і своїм найближчим радником, поступово підкорившись впливу Бартенштейн, що не переставало грати роль і при імператриці Марії Терезії до 1753 року, коли управління міністерством закордонних справ було доручено князю Кауніцу. Тісно співпрацював з канцлером Антоном Корфіцем фон Ульфельдтом, який практично ніякого впливу на долю Австрії не мав, так як ці питання контролював Бартенштейн.
Багаторічні старання Бартенштейн схилити Європу до визнання прагматичної санкції (1713) Карла VI виявилися марними, і політика, яку він переслідував при Марії Терезії, що мала на меті знищення Пруссії, привела до війни за австрійську спадщину і принизливим для Австрії мирним договорам, укладеним в Базелі, Дрездені і Ахені. Проте Бартенштейн зберіг і після своєї відставки прихильність імператриці, яка доручила йому виховання свого сина Йосифа.